# منصور رادپور
منصور رادپور، (درگذشته ۱ خرداد ۱۳۹۱) یک زندانی سیاسی
وی در اردیبهشت ماه سال ۱۳۸۶ توسط ماموران امنیتی بازداشت شده بود. او در دادگاه انقلاب اسلامی کرج ، به اتهام «اقدام علیه امنیت ملی» و «همکاری با سازمان مجاهدین خلق ایران» به پنج سال زندان محکوم شده بود که بعداً به هشت سال افزایش یافت. روز دوشنبه ۱ خرداد ۱۳۹۱ در زندان رجایی شهر کرج درگذشت.